# Gori
För andra betydelser, se Gori (olika betydelser).
Gori (georgiska: გორი) är en industristad i regionen Inre Kartlien i Georgien, belägen där floden Stora Liachvi rinner samman med Kura. Staden är huvudsäte för distriktet med samma namn. Gori har en befolkning på 48 143 invånare (år 2014). Staden grundades av David IV (1089–1125), en av Georgiens mäktigaste kungar. Den äldre staden blev nästan helt förstörd i en jordbävning år 1920.
Staden är nog mest känd som Sovjetunionens ledare Josef Stalins födelseplats (1878). I staden finns ett Josef Stalin-museum med föremål relaterade till hans liv och huset han föddes i. En av de sista statyerna av Stalin i forna Sovjetunionen stod utanför Goris stadshus. Den är numera flyttad till museet.

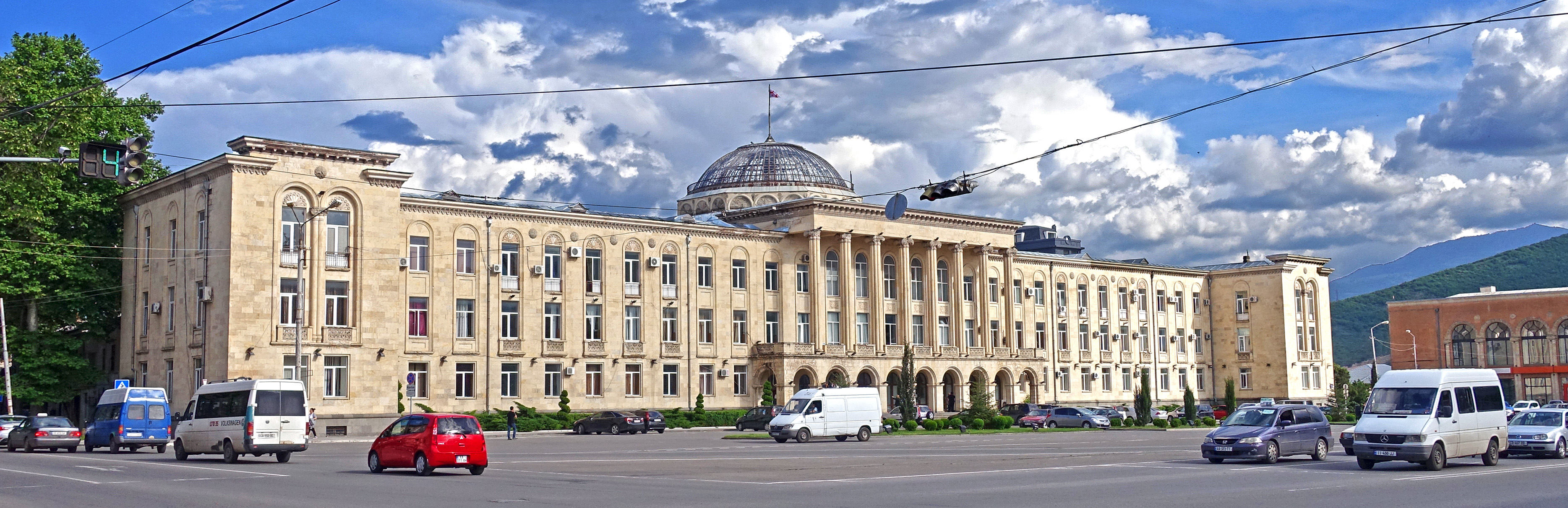
Goris stadshus efter att Stalinstatyn flyttats, 2018.